# Polarisationsmikroskop

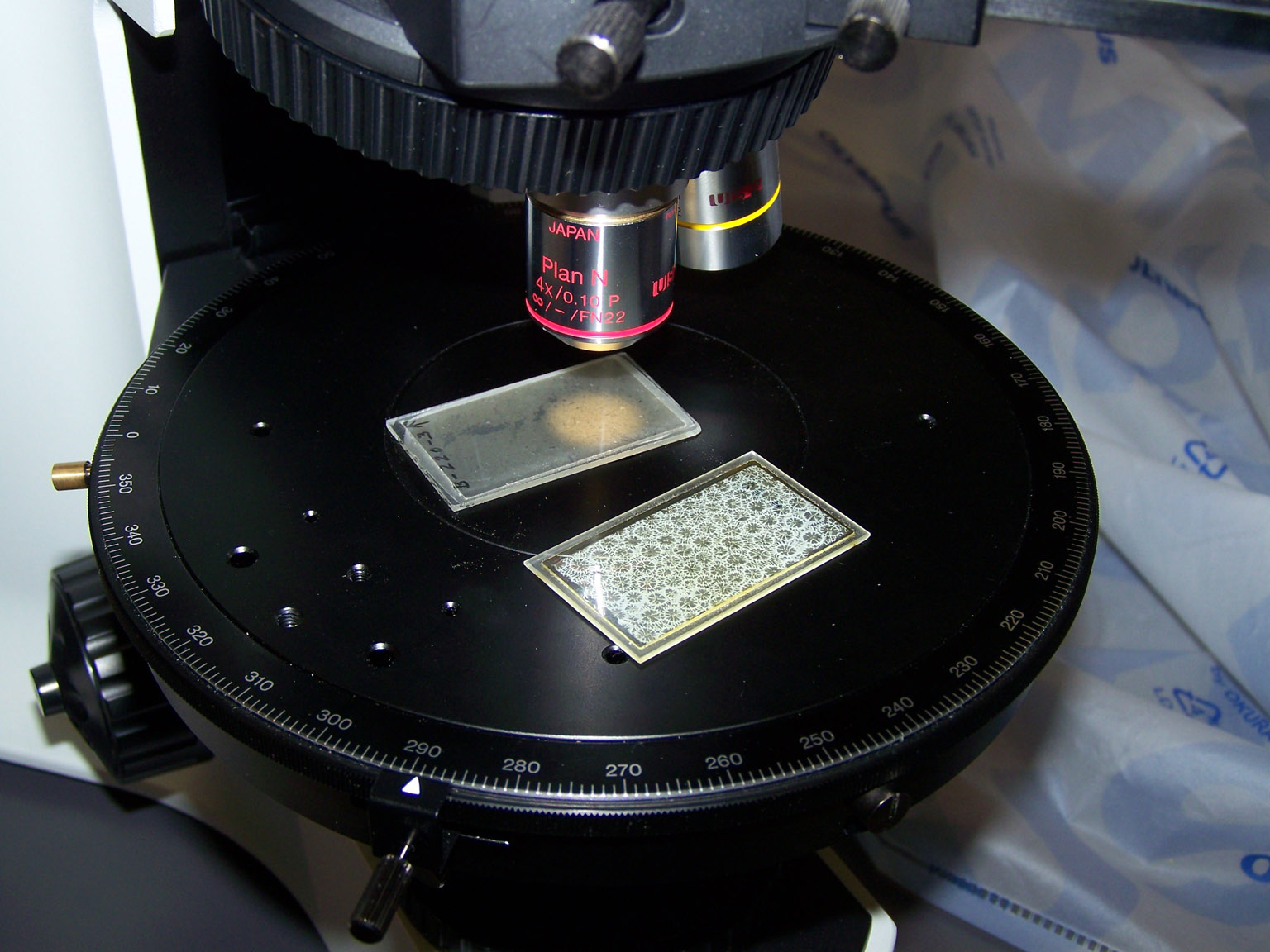
Dünnschliff eines Sandsteins unter Polarisationsmikroskop mit drehbarem Objekttisch

Ein Polarisationsmikroskop ist ein Lichtmikroskop, das polarisiertes Licht zur Abbildung verwendet. Es wird zur Untersuchung optisch anisotroper (doppelbrechender) Objekte eingesetzt. Dieses können Kristalle oder Mineralien mit entsprechendem Kristallgitteraufbau sein (Eigendoppelbrechung) oder auch isotrope Materialien, auf die mechanische Kräfte einwirken (Spannungsdoppelbrechung). Als dritte Gruppe sind Materialien zu nennen, die aufgrund ihrer Anordnung und Orientierung doppelbrechende Eigenschaften entwickeln (Formdoppelbrechung bei biologischen oder polymeren Objekten).
Zusätzlich zu einem „normalen“ Lichtmikroskop enthält ein Polarisationsmikroskop zwei Polarisationsfilter und einen meist drehbaren Objekttisch. Manchmal werden auch sogenannte Kompensatoren verwendet, um die Effekte (Kontraste) zu verstärken oder die Stärke der Doppelbrechung zu analysieren.

## Geschichte
Bereits im Jahre 1808 entdeckte der französische Physiker Étienne Louis Malus die Lichtbrechung und die Polarisation des Lichtes. William Nicol erfand 1829 ein Prisma zur Polarisation, das über 100 Jahre unverzichtbarer Bestandteil des Polarisationsmikroskops war. Später wurden die Nicol-Prismen durch kostengünstigere Polfilter ersetzt.
Das erste vollständige Polarisationsmikroskop wurde 1830 von Giovanni Battista Amici gebaut.
Im Jahr 1857 stellte Ernst Wilhelm Brücke mit Hilfe polarisationsmikroskopischer Untersuchungen von (willkürlichen) Muskelfasern ein durch deren Querstreifung bedingtes verschiedenes optisches Verhalten der Substanzen beider Schichten fest.
Rudolf Fuess baute in Berlin 1875 das erste deutsche Polarisationsmikroskop für petrografische Zwecke. Dieses wurde von Harry Rosenbusch im Jahrbuch für Mineralogie beschrieben.

## Aufbau und Grundprinzip

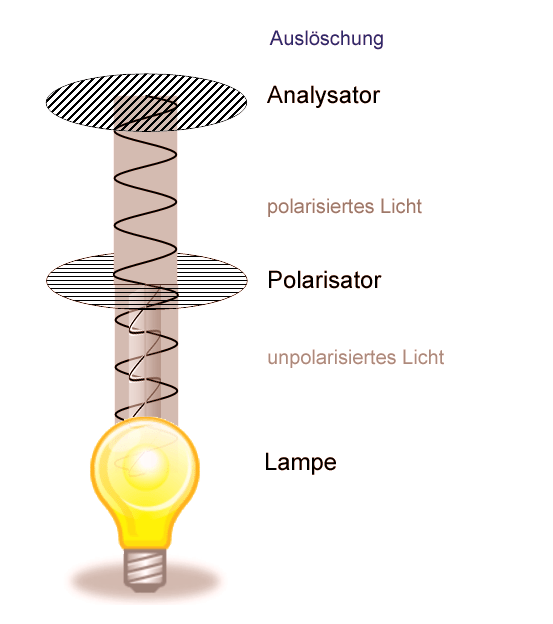
Prinzip des Polarisationsmikroskops (Auslöschung ohne Objekt)

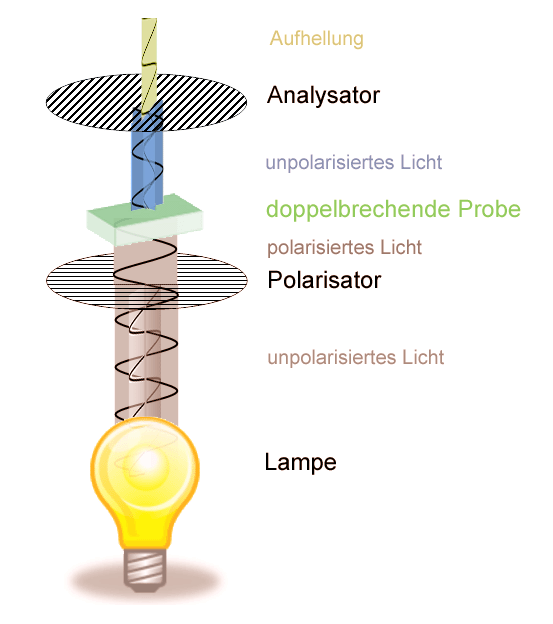
Prinzip des Polarisationsmikroskops (Aufhellung mit doppelbrechendem Objekt)

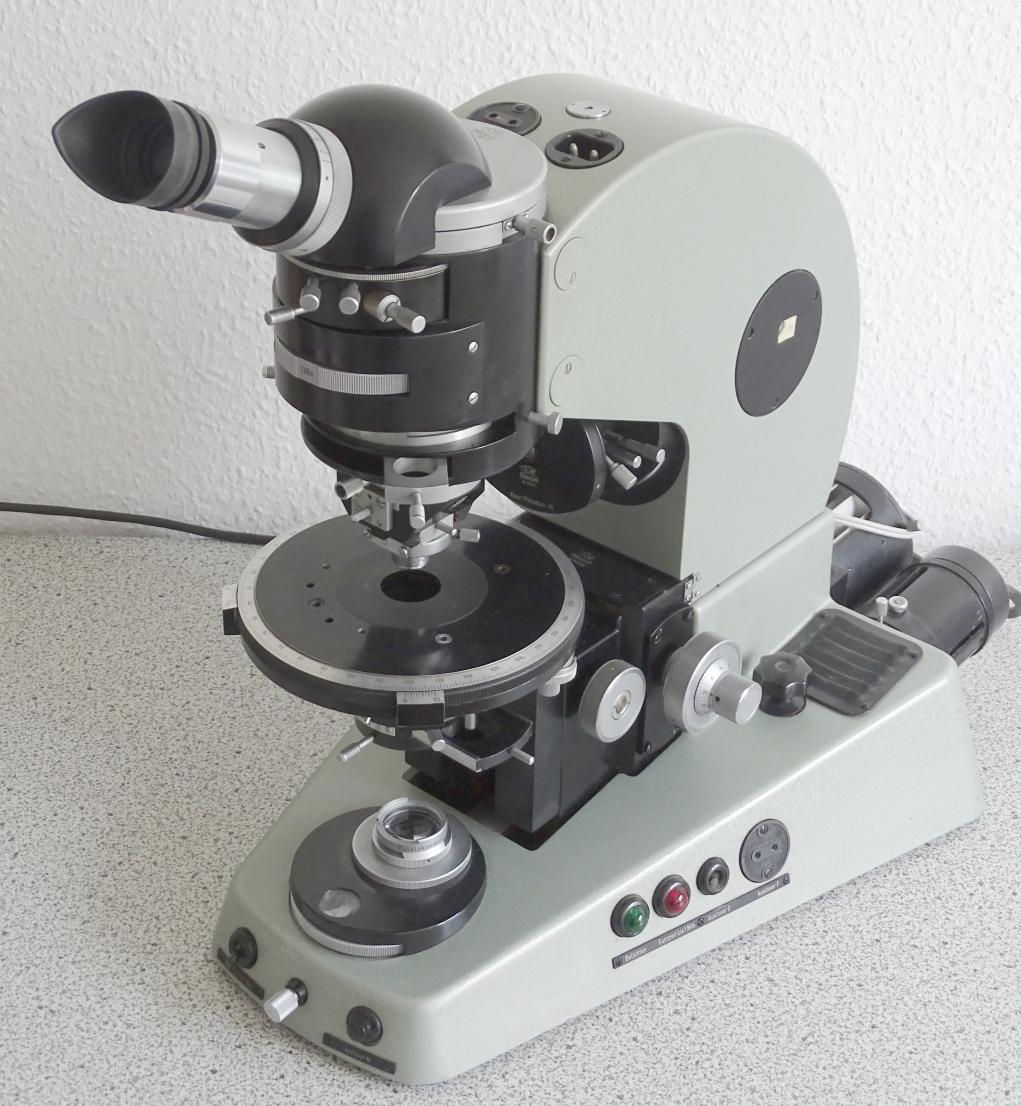
Großes Polarisations-Arbeitsmikroskop Poladun VI. der Rathenower Optische Werke (ROW), hier im Durchlichtaufbau. Produziert zwischen 1961 und 1965 (dieses Exemplar ausgeliefert im November 1962).

Polarisationsmikroskope arbeiten üblicherweise im Durchlichtmodus, obwohl es auch Auflicht-Polarisationsmikroskope gibt. Bei den Durchlicht-Polarisationsmikroskopen befindet sich unterhalb des Objekttisches ein Polarisationsfilter, auch Polarisator oder Primärfilter genannt, der das Licht der Lichtquelle des Mikroskops linear polarisiert, also nur Licht durchlässt, das in einer Schwingungsebene schwingt. Diese Schwingungsrichtung ist parallel zum Polarisator orientiert. Oberhalb des Objekttisches befindet sich ein zweiter Polarisationsfilter, der als Analysator oder Sekundärfilter bezeichnet wird und gegenüber dem ersten um 90° gedreht ist. Die Schwingungsrichtung des vorher linear polarisierten Lichtes (LPL) ist dadurch genau so orientiert, dass es vom Analysator vollständig blockiert wird. Es besitzt ja keine Anteile, die in der Analysatorrichtung schwingen. Daher erscheint das Bild schwarz. Die Anordnung von Primär- und Sekundärfilter wird „gekreuzte Polarisatoren“ (XPL) genannt.
Befindet sich auf dem Objekttisch zwischen den beiden Polarisationsfiltern eine Probe, so können sich die optischen Bedingungen ändern. Manche chemischen Verbindungen, zum Beispiel Minerale, haben unter bestimmten Bedingungen die Eigenschaft die Schwingungsebene des Lichts zu drehen, sie werden als doppelbrechend oder optisch anisotrop bezeichnet. Durch die Änderung der Polarisationsebene kommt es nicht mehr zur vollständigen Auslöschung – ein Teil des Lichtes dringt durch den Analysator und entsprechende Strukturen werden sichtbar. Auch ist es möglich, durch Interferenz auftretende Farben zu beobachten. Optisch isotrope Materialien bleiben hingegen dunkel.

### Auslöschungsregeln
Die Auslöschungsregeln beschreiben die Bedingungen, unter denen das Bild dunkel ist:
1. Optisch isotrope Materialien ändern die Schwingungsrichtung nie und erscheinen unabhängig von deren Orientierung dunkel.
2. Optisch anisotrope Materialien sind so strukturiert, dass das Licht in ihnen nur in zwei aufeinander senkrecht stehenden Richtungen schwingen kann. Liegt eine dieser Richtungen parallel zur Polarisationsrichtung des anregenden Lichtes (auch Normalstellung genannt), so bleibt die Schwingungsrichtung beim Durchstrahlen der Probe erhalten. Daher wird das Licht vom Analysatorfilter vollständig blockiert. Für jeden anisotropen Kristall gibt es durch Drehung genau vier Orientierungen mit Auslöschung, die alle senkrecht aufeinander stehen.

### Aufhellung und Farbinterferenz
Wird ein optisch anisotropes Material so orientiert, dass die erlaubten Schwingungsebenen im Kristall schräg zur Polarisationsebene des anregenden Lichtes liegen, so wird das Licht im Kristall in zwei Strahlen mit zueinander senkrechten Polarisationsebenen aufgespalten (ordentlicher und außerordentlicher Strahl). Von diesen werden von dem in Kreuzstellung befindlichen Analysator gewisse Anteile hindurchgelassen und es kommt zu einer Aufhellung des Bildes.
Die für die Polarisationsmikroskopie typischen farbigen Bilder entstehen durch Interferenz. In doppelbrechendem Material breitet sich das Licht des ordentlichen Strahles mit einer anderen Geschwindigkeit aus als das Licht des außerordentlichen Strahles. Beim Verlassen des Objektes ergibt sich daraus ein Gangunterschied zwischen den beiden Strahlen in Abhängigkeit von der Stärke der Doppelbrechung und der Dicke des Objektes. Solange die Schwingungsebenen der beiden Strahlen jedoch senkrecht aufeinander stehen, können diese nicht miteinander interferieren. Erst durch den Analysator werden aus beiden Strahlen die in Analysatorrichtung schwingenden Anteile herausgefiltert. Diese können sich nach den Regeln der Interferenz verstärken oder auslöschen. Da bei Verwendung von weißem Licht als Anregung nicht alle Wellenlängen gleichartig betroffen sind, kommt es zur Auslöschung bestimmter Farbanteile (Wellenlängenbereiche des Lichtes), und es können besonders leuchtende und farbintensive Bilder entstehen. Den Zusammenhang zwischen Dicke, maximaler Doppelbrechung und Gangunterschied eines Kristalls hat Auguste Michel-Lévy 1888 in einer sehr übersichtlichen Form (Farbenskala nach Michel-Lévy) zusammengestellt.

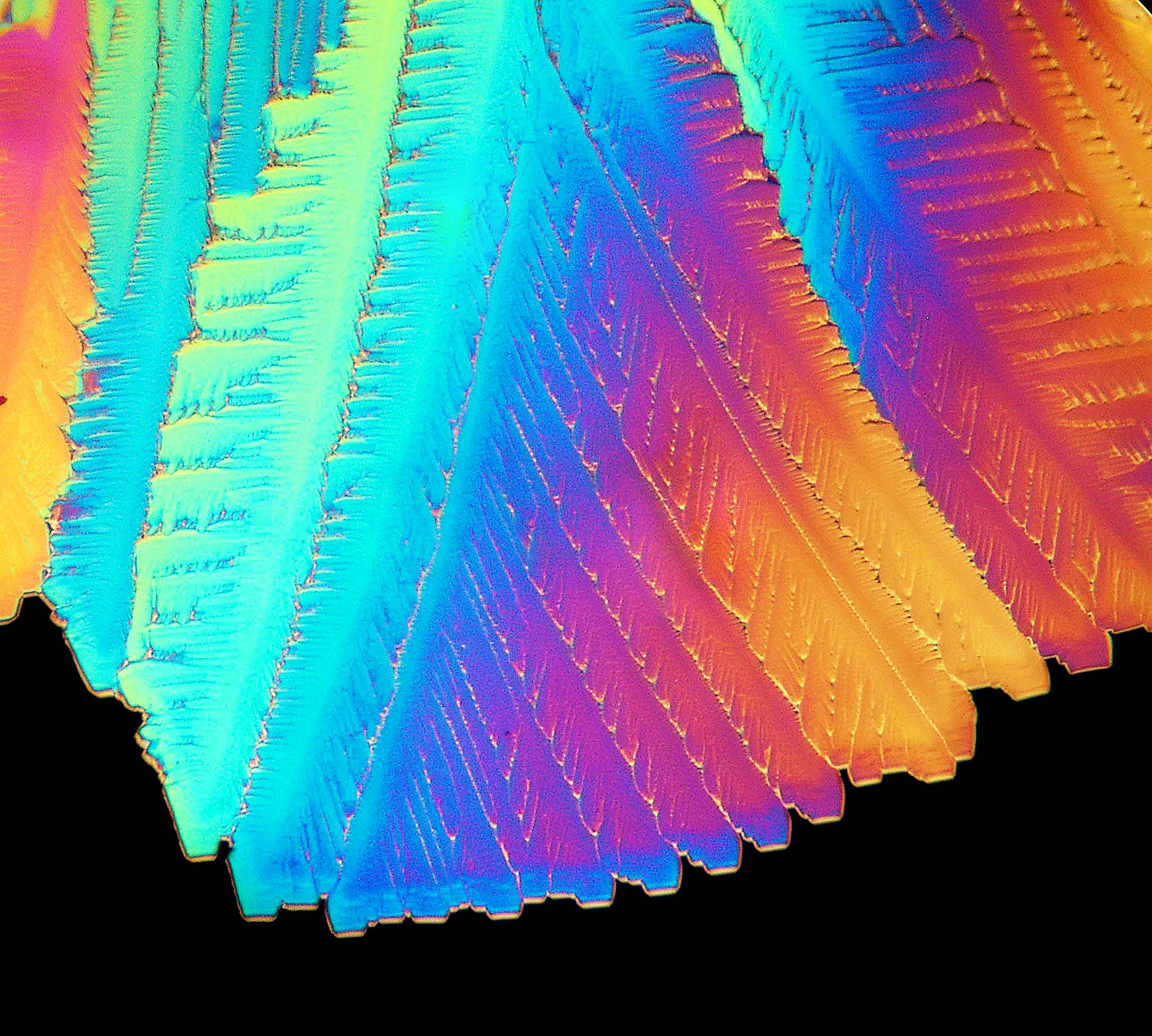
Typisches Bild eines doppelbrechenden Kristalls (Zitronensäure, 200-fach)

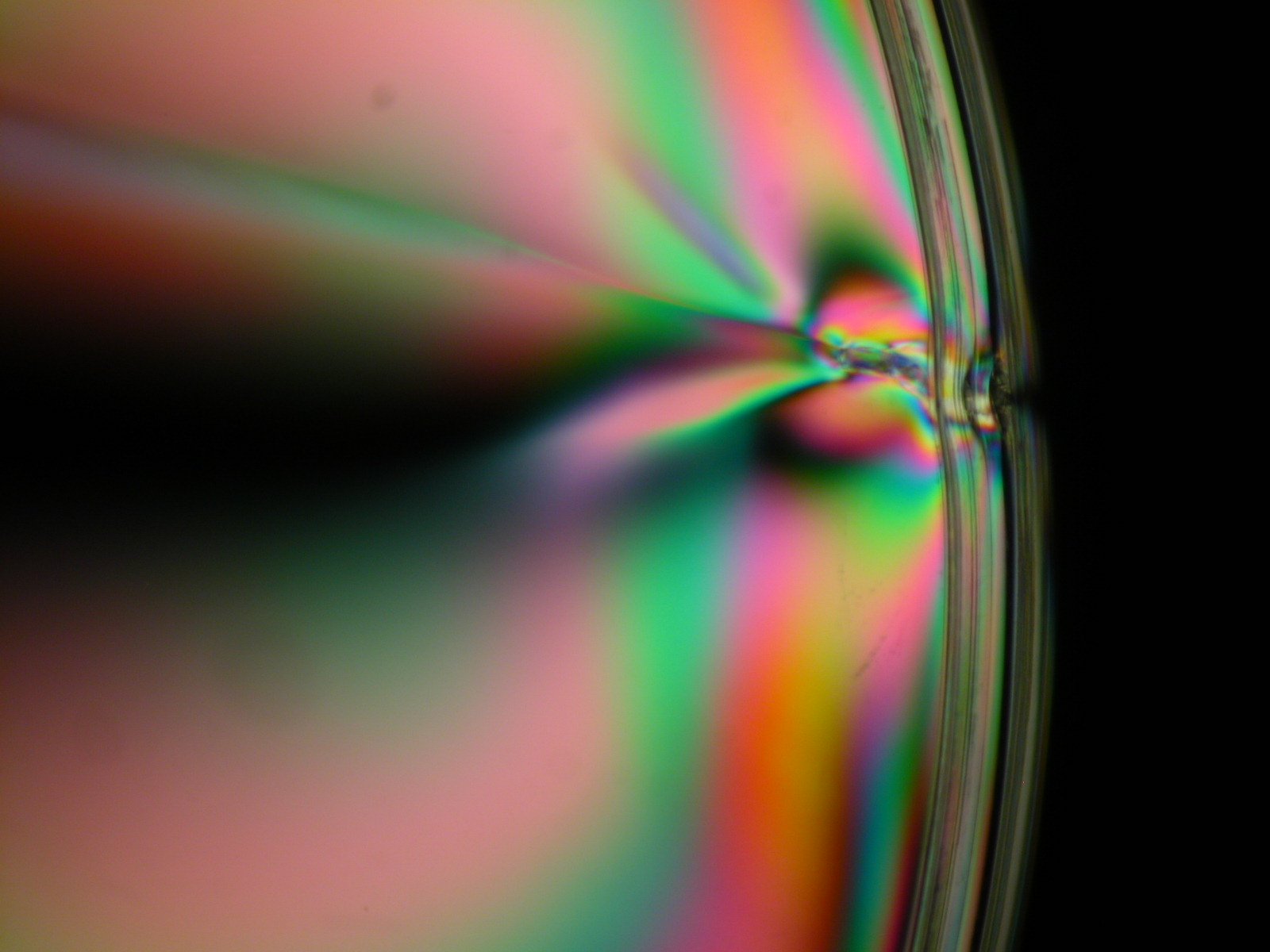
Spannungsdoppelbrechung an Anspritzstelle eines Spritzgussteils

## Anwendungen
Das Polarisationsmikroskop wird vor allem in der Mineralogie zur Untersuchung von Gesteinsproben eingesetzt. In der Mineralogie werden meist Dünnschliffe erstellt, die durchstrahlt werden. Durch Untersuchung der verschiedenen optischen Eigenschaften und Farben können so Rückschlüsse auf die Zusammensetzung der Gesteinsprobe gezogen werden.
Andere Anwendungsgebiete sind z. B. Texturuntersuchungen von Flüssigkristallen, Untersuchung des Kristallwachstums, Visualisierung von mechanischen Spannungen (Spannungsdoppelbrechung), Visualisierung von kristallinen Bereichen (z. B. Sphärolithe) in Polymeren etc. Auch das Eiskristallgefüge in Schneeproben kann mit dieser Methode untersucht werden. Daraus lassen sich Aussagen über die mechanischen Eigenschaften des untersuchten Schnees ableiten, was unter anderem Relevanz für den Lawinenschutz hat.